# 西哈利法斯
西哈利法斯（英語：West Halifax）是美國佛蒙特州溫德姆縣哈利法斯鎮一個非建制地區，海拔高度為351米（1152英尺），並距離傑克遜維爾（Jacksonville）東南偏東約2.7英里（4.3）。當地擁有一所郵政局，而其美國郵遞區號則是05358。